# Automodelos off road
Automodelismo off -road, é uma versão do automodelismo, feita por carros que podem andar em vários lugares,esses carros são capazes de atingir grande velocidade, mas não tanto os carros on-road, os motores utilizados nesses carrinhos geralmente variam de .15 a .28 polegadas cúbicas, nas categorias 1/10 e 1/8, na 1/10, temos mais carros voltados para a diversão, já na classe 1/8 (Escala, para cada 8 centimetros do carro real esse tem 1) os carros são mais voltados a competição, existem as versões RTR (sigla em inglês para pronto para correr), que já vem prontos de fábrica, com o sistema de rádio completo, motor e o carro, normalmente usados por automodelistas inicantes, e as versões pró ou RR (do inglês Ready to Race, ou pronto para corrida), essas versões tem desempenho melhor que os RTR, e vem sem rádio e motor para que você coloque no seu carro a marca e o modelo que preferir de rádio e motor. Porém nada impede que você transforme seu modelo RTR em um modelo RR.

## Categoria Buggy
Os buggys são automodelos off-road, sendo considerados a Fórmula 1 do automodelismo off-road. Têm tração nas 4 rodas, e relação direta utilizando coroa e pinhão, sem marchas. Podem ser encontrados na escala 1/8 e 1/10, sendo que geralmente, os 1/8 são carros voltados para competições. Os buggys são muito bons para saltos pois são resistentes, e podem ser corrigidos no ar (ao frear ele levanta a traseira, ao acelerar levanta a dianteira). São carros bem resistentes, com tração por eixo cardã nas 4 rodas, freio nas 4 rodas (geralmente um disco de freio para dianteira e outro para traseira, às vezes são utilizados dois para a dianteira e dois para a traseira). 
Algumas marcas de buggys RTR são: Kyosho Inferno (US Sports, MP7.5 MK III, TR-15), Duratrax Raze, GS Racing Storm Evolution RTR, Team Losi 8ight RTR, o 8ight é classificado como o melhor buggy RTR.) Outras marcas (mais profissionais, para competiçoes) como X-Ray, Ofna, Hot Bodies,Team  Associated, Muggen, Serpent e Kyosho, são marcas muito utilizadas no Brasil mas há dificuldade em encontrar peças, geralmente as peças são importadas pelos próprios modelistas.
Até Hoje, a marca que teve mais ganhos mundias em competiçoes foi Team Associated (com 26 ganhos até 2010).

## Categoria Truggy
Os truggys são automodelos com tração nas 4 rodas, freio a disco, e sistema de tração, iguais aos buggys. São automodelos "derivados" da mistura buggy+monster truck. São automodelos com baixo centro de gravidade como os buggys, porem usam pneus mais largos e altos, e carroceria de caminhonete. O truggy é uma categoria que existe a um certo tempo, porém não era muito conhecida, mas começou a ganhar maior popularidade, por ser mais fácil de pilotar que um buggy, e por ter um visual semelhante à monster truck.
Alguns modelos de Truggys RTR são: Inferno (US Sports ST), Duratrax Raze ST, e Losi 8ight T. Existem várias outras marcas também e outros modelos. No Brasil, em competições os mais utilizados são: Team Associated, Muggen MBX6 e Serpent.

## CategoriaMonster Truck
São automodelos para quem gosta de saltar muito, de velocidade aliada a resistencia e robustez. São automodelos com pneus largos e altos, com carroceria de caminhonete, tem tração nas 4 rodas e freios muito eficazes. Geralmente as Monsters Trucks tem duas ou três marchas mais a ré. As Monsters trucks são modelos voltados para diversão, pois são carros com centro de gravidade elevado, e bastante pesados (é o custo para tanta robustez). Com algumas modificações (chamadas de hop-ups) é possível andar em pista, com bom desempenho mas sempre inferior ao de buggys e truggys. A grande vantagem da categoria é a versatilidade, aliada ao bom preço, e visual atraente.
Alguns exemplos de Monsters Trucks são: Traxxas Revo, Kyosho Mad Force, Savage X4.6.
Categoria Stadium Truck:
Stadium Truck é uma categoria de automodelismo off-road totalmente voltada para o lazer e diversão. São carros na escala 1/10, com traçao 4x2 na traseira. São carros muito ariscos, e de se pilotagem muito técnica. Por serem 4x2, uma acelerada muito forte na saída de uma curva faz ele rodar, por isso são carrinhos mais voltados para diversao, só que acabam se tornando uma ótima escola de pilotagem, pois assim você aprende a dosar o freio antes da curva e a aceleração nas saídas das curvas, para evitar rodar. Os Stadiuns Trucks não são muito bons para salto, pois quase sempre capotam, mais com muito treino da para saltar bem.
Alguns exemplos de Stadium Trucks: Traxxas Jato, Kyosho GT-10, Team Associated RC-10 GT.